# Егерія
Еге́рія (лат. Egeria) — в давньоримській міфології італьська німфа-віщунка, дружина римського царя Нуми Помпілія, його вчителька у справах законотворчості та порадниця в справах організації релігійного життя в Римі.

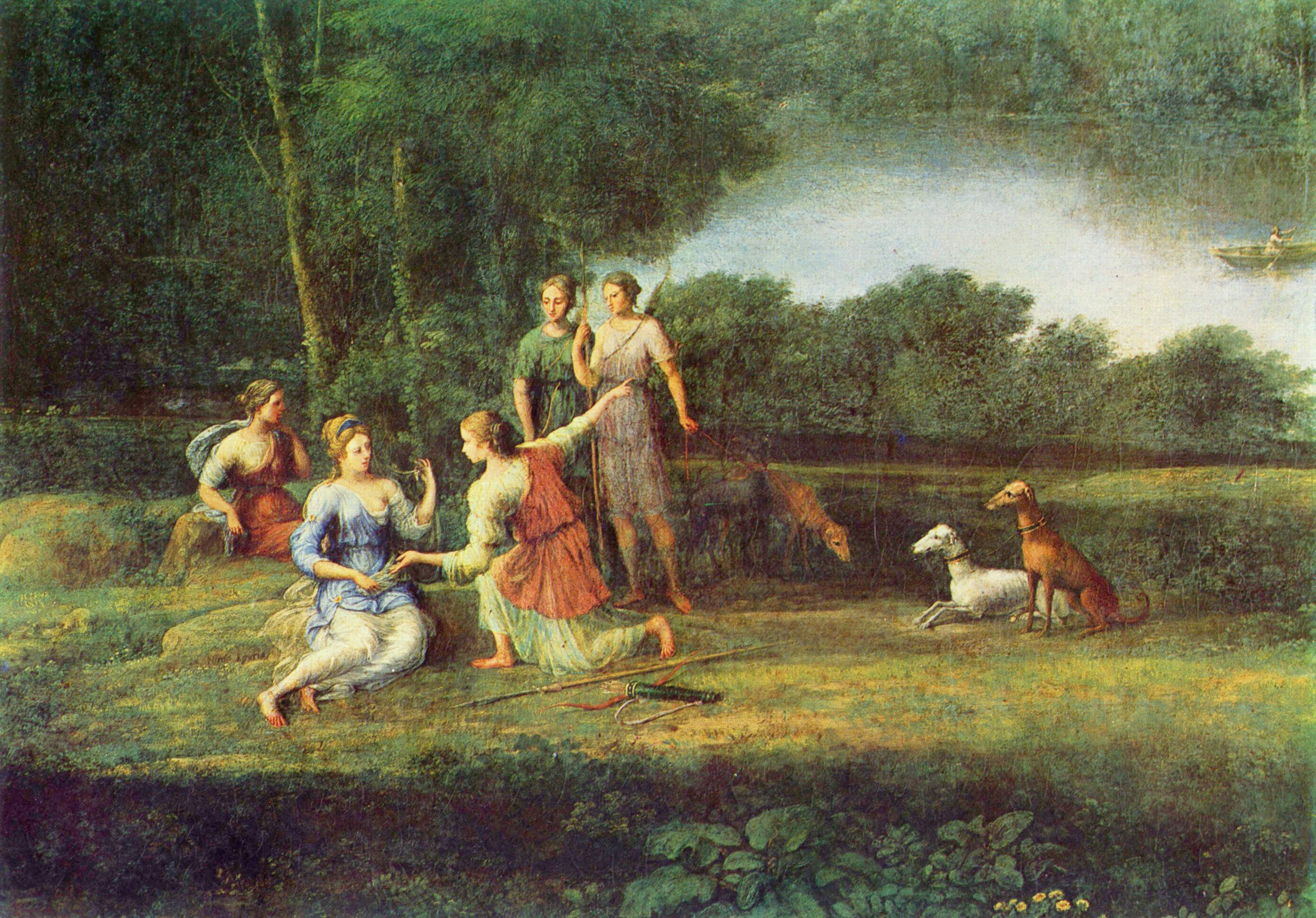
Egeria mourns Numa кисті Клода Лорана

Після смерті чоловіка Егерія переселилась у гай Діани біля міста Аричча, де богиня обернула її на джерело. Жінки шанували Егерію як покровительку породіль. Пізніше культ Егерії злився з культом Артеміди Ілітії.